# Betsy Viviana Rodríguez-Cabeza
Betsy Viviana Rodríguez-Cabeza (Vetas, 1980) es una bióloga y botánica colombiana. Ha trabajado académicamente en la Universidad Industrial de Santander.

## Honores
- Concurso Nacional Otto de Greiff. Excelencia Académica. Mejores Trabajos de Grado. Primer lugar en el área de desarrollo sostenible y ambiente, septiembre de 2006[2]

- Moción de Reconocimiento. Consejo Académico Universidad Industrial de Santander. UIS. Septiembre de 2006
- La abreviatura «Rodr.-Cabeza» se emplea para indicar a Betsy Viviana Rodríguez-Cabeza como autoridad en la descripción y clasificación científica de los vegetales.[3]